# Švábenští ze Švábenic

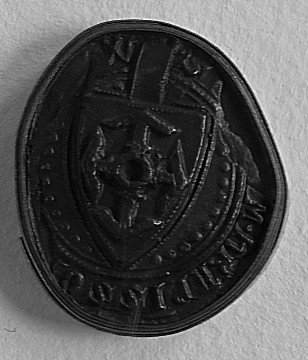
Pečeť Hrabiše ze Švábenic

Švábenští ze Švábenic (německy (von) Schwabenitz) byli starý moravský panský rod, který svůj přídomek odvozoval od hradu a městečka Švábenice na Vyškovsku, které po svých zakladatelích převzalo jejich erb do svého znaku v nezměněné podobě.

## Historie
Počátky rodiny sahají pravděpodobně až do 12. století. První ověřenou osobou byl však až Milíč, který držel Náměšť na Hané. Idík založil hrad Švábenice, získal statky na Trutnovsku, působil jako komorník na Bítově a purkrabí Olomouce. Bítovským komorníkem se stal i jeho syn Všebor.
Idíkův další syn (a matky Eufemie či Markéty z Oseka), Vítek ze Švábenic, zdědil po otci Úpu a Švábenice, budoval kariéru v královských úřadech, od postu zemského moravského maršálka, přes zemského soudce po olomouckého komorníka. Za svůj život nashromáždil značné jmění, které většinou rozdal různým klášterům. Zemřel mezi lety 1311–1315. Jejich potomci drželi ještě např. Všebořice,[nepřesný odkaz] Konice, Moštěnice, Heřmanice,[nepřesný odkaz] Moravany[nepřesný odkaz] či Dětkovice. Postupně však majetek rodu ubýval a s ním i politická moc.
Poslední člen rodu, Ignác Albert, zemřel v roce 1702.

## Erb
Erb Švábenských tvořil štít se čtyřmi zlatými střelami spojené pospolu v modrém poli.

## Vývod z předků pánů ze Švábenic
- Matouš Koniczky ze Sswabenicz (Matěj Kunický ze Švábenic), doložen roku 1403,[5]
- Milíč I., doložen roku 1239,[6]
  - Slavibor z Drnovic, doložen roku 1234 až 1258, ženatý se Svatonou nebo Eufémií z Hrabišic
    - Vilém z Náměště, doložen v letech 1256 až 1286
      - rod pánů z Náměště

    - Kojata ze Švábenic a z Drnovic, doložen v letech 1269 až 1286

  - Idík I. z Újezda a Švábenic, markrabský postupník (cesionář) Přemyslovců, olomoucký purkrabí, komoří na Bítově, doložen v letech 1232 až 1268
    - Všebor I. z Náměště, komoří na Bítově, doložen v letech 1265 až 1297
    - Hrabiš I. z Úsova a ze Švábenic, doložen v letech 1265 až 1296, ženatý s Alžbětou (Eliškou) z Křižanova a Lichtenburka
      - Idík II. ze Švábenic, doložen roku 1283
      - Všebor II. ze Švábenic, doložen roku 1283
      - Mikuláš I. ze Švábenic, doložen v letech 1283 až 1311

    - Vítek z Úpy († 1314), moravský maršál, olomoucký komoří, doložen v letech 1260–1314, ženatý poprvé (kolem roku 1265) s Anežkou ze Zbraslavi († 1296), dcerou Bočka z Jaroslavic a Zbraslavi, podruhé s Perchtou z Krumlova[7]
      - Boček, doložen v letech 1283–1297
      - Všebor, doložen roku 1287
      - Gebhard, doložen v letech 1283–1307
      - Jan, doložen v letech 1297–1322

  - Milíč z Náměště, moravský dvorní číšník a olomoucký komoří, doložen v letech 1234 až 1252
    - Částa z Křelova, doložen v letech 1241 až 1286

## Příbuzenstvo
Spojili se s Hrabišici, pány z Drnovic, Skrbenskými z Hříště, pány z Kunštátu či Bítovskými z Koběřic.